# NGC 5919
NGC 5919 (również PGC 54826) – galaktyka eliptyczna (E), znajdująca się w gwiazdozbiorze Węża. Odkrył ją Lewis A. Swift 30 marca 1887 roku.